# 太白乡
太白乡是中国陕西省宝鸡市扶风县下辖的一个乡。

## 行政区划
太白乡下辖以下行政区：
涝池岸村、长命寺村、三官庙村、浪店村、廿里铺村、良峪村、杨家沟村